# マリオ・プーゾ

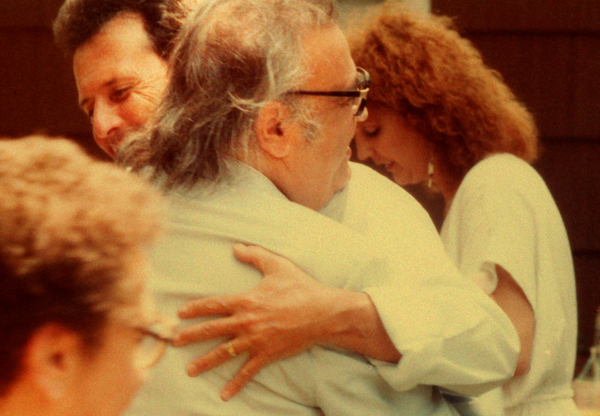
マリオ・プーゾ

マリオ・プーゾ（Mario Puzo、1920年10月15日 - 1999年7月2日）は、アメリカ合衆国の小説家、映画脚本家。特にマフィアを描いた作品で知られている。日本語では、マリオ・プーヅォとも表記される。

## 経歴
プーゾはイタリアのナポリからの移民の子供として、ニューヨーク市、マンハッタンのヘルズ・キッチンで生まれる。第二次世界大戦中はアメリカ陸軍航空隊に従軍し、アジア戦線やドイツで戦った。
1955年、初めての小説『The Dark Arena』を出版。1969年に発表した『ゴッドファーザー』はベストセラーとなり、映画化されたシリーズでは脚本も手がけた。
『ゴッドファーザー PARTI』と『ゴッドファーザー PART II』でアカデミー脚色賞を受賞している。
1999年7月2日、ニューヨークの自宅で心不全のため死去。78歳没。

## 著作
- ゴッドファーザー（一ノ瀬直二訳）※（新版も）
- ラスト・ドン（後藤安彦訳）※
- ザ・ファミリー（加賀山卓朗訳、ソニー・マガジンズ）
- オメルタ: 沈黙の掟（加賀山卓朗訳）[2]
- ザ・シシリアン（真野明裕訳）※
- 四番目のK（真崎義博訳）
- 愚者は死す（平尾圭吾訳）

各・早川書房、※はハヤカワ文庫で再刊

## 脚本
- ゴッドファーザー The Godfather（1972年）- 原作・脚本
- 大地震 Earthquake（1974年）- 脚本
- ゴッドファーザーPARTII The Godfather Part II（1974年）- 脚本
- スーパーマン Superman（1978年）- 原案・脚本
- スーパーマンII 冒険篇 Superman II（1980年）- 原案・脚本
- コットンクラブ The Cotton Club（1984年）- 原案
- ゴッドファーザーPARTIII The Godfather Part III（1990年）- 脚本
- コロンブス Christopher Columbus: The Discovery（1992年）- 原案・脚本
- スーパーマンII リチャード・ドナーCUT版 Superman II: The Richard Donner Cut（2006年）- 原案・脚本

## 受賞歴

### アカデミー賞
受賞
1973年 アカデミー脚色賞:『ゴッドファーザー』
1975年 アカデミー脚色賞:『ゴッドファーザー PARTII』

### ゴールデングローブ賞
受賞
1973年 脚本賞:『ゴッドファーザー』
ノミネート
1975年 脚本賞:『ゴッドファーザー PARTII』
1991年 脚本賞:『ゴッドファーザー PARTIII』